# 一妻多夫制
一妻多夫制是指一个女子同时和两个或两个以上男子结为夫妻的婚姻制度。這種制度，有可能是群婚的痕跡。一妻多夫制最早的出現時期，可能是在母系社會時期。當時的女性在社會中具有領導地位。1980年默道克的《世界民族志抽样调查》列出的全世界約1,231個社群中，有186個是一夫一妻制。453個偶爾一夫多妻；588個的一夫多妻制更為頻繁，保持一妻多夫的只餘下四個。一妻多夫制並不比這個數字所暗示的少，因為它只考慮了喜馬拉雅地區（28個社群）中發現的那些例子。最近的研究發現，有50多個其他社群存在一妻多夫制。

## 歷史發展
歷史上有關一妻多夫制的最早紀錄在公元前23世紀，當時的蘇美城邦拉格什（Lagash）的烏魯卡基那王（Urukagina）曾下令廢除國家過往奉行的一妻多夫習俗，違法的女性将被处以石刑。在古代中國，一些家庭由於貧窮，可能讓兄弟共同服侍同一個妻子。明朝温州乐清县近海的村莊手巾嶴即以一妻多夫聞名。陸容《菽園雜記》卷十一記載：“既娶後，兄弟各以手巾為記，日暮兄先懸巾，則弟不敢入。或弟先懸巾，則兄不敢入。故又名其地為手巾嶴。”《七修类稿》也有类似记载: “旧闻温州乐清近海丐户, 多有兄弟合娶一妻, 以其易于养赌也，弘治间，为上司治以大罪而绝”。一妻多夫還存在更罕见的“父子共妻”制度，《礼记·曲礼上》就記載：“故父子聚麀。”麀指母鹿，後以「聚麀」比喻父子共妻。直到20世纪后期，在中国西北偏僻的贫穷农村地区，仍然流行“拉邊套”的习俗，即因贫穷而无力娶妻的成年男子通过为缺乏劳力的兄弟或同村邻居做帮工而分享对方妻室的现象。而一妻多夫制則被中國歷代的法律所禁止。一妻多夫制被認為是通姦且敗壞倫理的舉動；即使是有財有勢的女性，最多也只能暗中與情夫偷情。藏族婚姻允許一妻多夫，兄弟“独妻则谓之不友”，“以一女嫁一男者鄙”。兄弟可合娶一個女人。這樣可以避免家族財產分散。清人薛福成在出使四国時，曾描遊西藏風俗，“一妇可嫁六夫，惟家务皆妇人料理，一切惟妇命是从。” 不過，在古印度的開國故事梵文史诗《摩訶婆羅多》中，旁遮国木柱王的女儿黑公主嫁於一個五兄弟的王族。後來這五兄弟之一因為一場賭局而幾乎把全族人、連同他們共有的妻子成為了敵人的奴隸。這個故事後來被拍成電視劇播放。這個故事，被認為是中南亞民族的一妻多夫制傳統的起源，以維持家庭內的團結，保證家中的耕地不至於四分五裂。這項傳統，在當地部分地方依然延續到現在。

## 外部連結
- 喜马拉雅山脚下的一妻多夫制（BBC中文网） （页面存档备份，存于）